# Le Défi du Maltais
Pour plus de détails, voir Fiche technique et Distribution.
Le Défi du Maltais (titre original : Der Hexer, littéralement Le Sorcier) est un film allemand réalisé par Alfred Vohrer, sorti en 1964.
Cette adaptation du roman d'Edgar Wallace, The Ringer, aura une suite, Neues vom Hexer.

## Synopsis
Gwenda Milton, la secrétaire de l'avocat Messer, est retrouvée morte dans la Tamise. Ce qu'on pensait un accident est un meurtre. L'autopsie montre qu'elle ne s'est pas noyée, mais a été étranglée. Elle était la sœur d'Arthur Milton, surnommé « le Sorcier. » Parce qu'il a poussé des criminels à se suicider, il fut contraint de quitter l'Angleterre et vit en Australie. Le meurtre interpelle Scotland Yard mais aussi Arthur Milton qui veut se venger.
Sir John et l'inspecteur Higgins doivent retrouver le meurtrier avant que le Sorcier s'en occupe à sa façon. L'inspecteur Higgins va voir l'inspecteur retraité Warren, le seul à l'avoir interrogé, pour demander son aide. Le Sorcier est un maître du déguisement et change souvent d'apparence.
En même temps que le Sorcier, arrivent à Londres son épouse Cora Ann Milton et James W. Wesby, un mystérieux Australien. Arthur Milton commet ses assassinats. Alors que les membres de Scotland Yard réussissent à interpeller le Sorcier et à le démasquer, il a le subterfuge pour s'échapper.

## Fiche technique
- Titre : Der Hexer
- Titre français : Le Défi du Maltais
- Réalisation : Alfred Vohrer, assisté d'Eva Ebner (de)
- Scénario : Herbert Reinecker, Harald G. Petersson
- Musique : Peter Thomas
- Direction artistique : Walter Kutz, Wilhelm Vorwerg
- Costumes : Hannelore Wessel
- Photographie : Karl Löb
- Son : Clemens Tütsch
- Montage : Jutta Hering
- Production : Horst Wendlandt
- Sociétés de production : Rialto Film
- Société de distribution : Constantin Film
- Pays d'origine :  Allemagne de l'Ouest
- Langue : allemand
- Format : Noir et blanc - 2,35:1 - Mono - 35 mm
- Genre : Policier
- Durée : 82 minutes
- Dates de sortie :
  -  Allemagne de l'Ouest : 21 août 1964.
  -  France : 28 avril 1965[1].
  -  Finlande : 12 août 1966.
  -  Danemark : 17 avril 1967.

## Distribution
- Joachim Fuchsberger: inspecteur Higgins
- René Deltgen: Arthur Milton, le Sorcier
- Heinz Drache: James W. Wesby
- Sophie Hardy: Elise Penton
- Siegfried Lowitz: inspecteur Warren
- Margot Trooger: Cora Ann Milton
- Jochen Brockmann: l'avocat Maurice Messer
- Carl Lange: révérend Cyril B. Hopkins
- Siegfried Schürenberg: Sir John Walford
- Eddi Arent: le majordome Archibald Finch
- Karl John: Shelby
- Kurt Waitzmann: Reddingwood
- Ann Savo: Jean Osborne
- Hilde Sessak: la directrice de l'hôtel
- Tilo von Berlepsch: le réceptionniste
- Josef Wolff: le serveur
- Inge Keck: la fleuriste
- Petra von der Linde: Gwenda Milton
- Kurd Pieritz: l'homme du cimetière
- Wilhelm Vorwerg: le prêtre

### Autres adaptations du même roman
Cinéma
- The Ringer, film britannique réalisé par Arthur Maude, sorti en 1928.
- The Ringer, film britannique réalisé par Walter Forde, sorti en 1931.
- Der Hexer, film allemand réalisé par Karel Lamač, sorti en 1932.
- Le Jugement de minuit, film français réalisé par Alexandre Esway et André Charlot, sorti en 1933.
- Le Sonneur, film britannique réalisé par Walter Forde, sorti en 1938[1].
- L'assassin a de l'humour, film britannique réalisé par Guy Hamilton, sorti en 1952[1].

Téléfilms
- Der Hexer, téléfilm allemand réalisé par Franz Peter Wirth diffusé en 1956.
- Der Hexer, téléfilm allemand réalisé par Rainer Erler (de) diffusé en 1963.